# Paolo Porro
Paolo Porro (Genova, 27 ottobre 2001) è un pallavolista italiano, palleggiatore della You Energy.

## Biografia
Suo fratello Luca è anch'egli un pallavolista.

## Carriera

### Club
La carriera di Paolo Porro inizia nelle giovanili del Colombo Genova. Nella stagione 2017-18 viene ingaggiato dal Treviso, in Serie D, mentre nella stagione successiva passa in prima squadra, che disputa la Serie B.
Nella stagione 2020-21 esordisce in Superlega firmando per il Modena mentre nell'annata 2021-22, dopo essersi accordato col Padova, viene ingaggiato dalla Powervolley Milano. Sempre nella massima divisione italiana milita per il campionato 2025-26 nella You Energy.

### Nazionale
Nel 2018 viene convocato nella nazionale italiana under 18, con cui vince la medaglia di bronzo al campionato europeo; nel 2019 è in quella under 19, conquistando la medaglia d'oro sia al XV Festival olimpico della gioventù europea che al campionato mondiale. Nel 2020 si aggiudica l'argento al campionato europeo con la selezione under 20, mentre l'anno successivo è nella nazionale under 21, vincendo la medaglia d'oro al campionato mondiale. Con l'under 22 invece conquista l'oro al campionato europeo 2022, insignito del premio di MVP.
Nel 2021 ottiene le prime convocazioni nella nazionale maggiore, con cui, nel 2023, conquista la medaglia d'oro ai XXXI Giochi mondiali universitari estivi.

## Palmarès

### Nazionale (competizioni minori)
- Campionato europeo under 18 2018
- Festival olimpico della gioventù europea 2019
- Campionato mondiale under 19 2019
- Campionato europeo under 20 2020
- Campionato mondiale under 21 2021
- Campionato europeo under 22 2022
- Giochi mondiali universitari estivi 2023

### Premi individuali
- 2019 - Campionato mondiale under 19: Miglior palleggiatore
- 2020 - Campionato europeo under 20: Miglior palleggiatore
- 2021 - Campionato mondiale under 21: Miglior palleggiatore
- 2022 - Campionato europeo under 22: MVP